# NDM-1
A NDM-1 (sigla para New Delhi metallo-beta-lactamase) é um tipo de enzima identificada em 2009 pelo professor Timothy Walsh, da Universidade de Cardiff, nas bactérias Klebsiella pneumoniae e Escherichia coli.
Trata-se de uma enzima que torna as bactérias resistentes a uma variedade de antibióticos betalactâmicos. Estes incluem os antibióticos da classe dos carbapenemas, utilizados como principal tratamento de infecções causadas por bactérias resistentes a antibióticos.
O gene para a NDM-1 é membro de uma família génica que codifica enzimas da classe das betalactamases denominadas carbapenemases. A comunicação social refere-se a este tipo de bactérias como "superbactérias”, visto que as infecções causadas por elas são difíceis de tratar. São normalmente apenas susceptíveis a polimixinas e tigeciclinas.
NDM-1 foi detectada pela primeira vez num isolado de Klebsiella pneumoniae proveniente de um paciente sueco de origem indiana. Foi posteriormente detectada em bactérias na Índia, Paquistão, Reino Unido, Estados Unidos da América Canadá,  e Japão
As bactérias mais comuns que fabricam esta enzima são as Gram-negativas como Escherichia coli e Klebsiella pneumoniae, mas o gene para a NDM-1 pode dispersar  de uma estirpe para outra através de transferência horizontal de genes.